# MMMBop
"MMMBop" là một bài hát của ban nhạc pop rock người Mỹ Hanson nằm trong album phòng thu đầu tay của họ Middle of Nowhere (1997). Nó được phát hành như là đĩa đơn đầu tay của nhóm cũng như là đĩa đơn đầu tiên trích từ album vào ngày 15 tháng 4 năm 1997 bởi Mercury Records. Bài hát được viết lời bởi ba anh em nhà Hanson (Isaac, Taylor Hanson và Zac Hanson) và được sản xuất bởi The Dust Brothers.
"MMMBop" nhận được những phản ứng tích cực từ các nhà phê bình âm nhạc, và được bình chọn là đĩa đơn của năm trong cuộc bình chọn chuyên môn Pazz & Jop của The Village Voice. Ngoài ra, bài hát cũng lọt vào danh sách những bài hát xuất sắc nhất của nhiều tổ chức âm nhạc như Rolling Stone, Spin, và VH1, bao gồm vị trí thứ 20 trong danh sách "100 Bài hát xuất sắc nhất của thập niên 90" của VH1", và thứ 98 trong danh sách "100 Bài hát hay nhất trong 25 năm qua" của VH1. Tại lễ trao giải Grammy lần thứ 40 năm 1998, nó được đề cử cho hai giải Grammy ở hạng mục Thu âm của năm và Trình diễn song ca hoặc nhóm nhạc giọng pop xuất sắc nhất. "MMMBop" còn chiến thắng Giải Âm nhạc châu Âu của MTV cho Bài hát hay nhất và Giải Sự lựa chọn của trẻ em của kênh Nickelodeon cho Bài hát được yêu thích nhất.
Sau khi phát hành, nó đã gặt hái những thành công vượt trội về mặt thương mại, đứng đầu bảng xếp hạng ở 27 quốc gia như Úc, Áo, Canada, Đức, Ireland, New Zealand, Thụy Điển, Thụy Sĩ, Vương quốc Anh và Hoa Kỳ, nơi bài hát trụ vững ở ngôi vị quán quân trong ba tuần liên tiếp và được chứng nhận đĩa Bạch kim bởi Hiệp hội Công nghiệp ghi âm Mỹ (RIAA). Video ca nhạc của "MMMBop" được đạo diễn bởi Tamra Davis đã nhận được một đề cử Giải Video âm nhạc của MTV cho Nghệ sĩ mới xuất sắc nhất năm 1997.

## Danh sách bài hát
| Đĩa CD tại Anh quốc 1. "MMMBop" (bản đĩa đơn) - 3:17 2. "MMMBop" (Garage Mix) - 3:32 3. "MMMBop" (Dust Brothers Mix) - 3:27 4. "MMMBop" (bản album) – 4:29 Đĩa CD tại Hoa Kỳ 1. "MMMBop" (bản radio) - 4:00 2. "MMMBop" (Dust Brothers Mix) - 4:31 3. "MMMBop" (bản Dub) - 4:22 4. "MMMBop" (bản album) – 4:29 Đĩa 7" tại Hoa Kỳ - A. "MMMBop" - 4:27 - B. "Where's The Love" – 4:12 | Đĩa 12" tại châu Âu - A1. "MMMBop" (Berman Bros, Radio Mix) - 3:17 - A2. "MMMBop" (The Soulful Mix) - 3:32 - A3. "MMMBop" (Hex's Pop Radio Mix) - 3:27 - B1. "MMMBop" (Dust Bros Mix) – 4:29 - B2. "MMMBop" (Original Mix) – 3:58 Đĩa 12" quảng cáo tại Hoa Kỳ - A1. "MMMBop" (Berman Brothers Club Mix) - 5:14 - A2. "MMMBop" (Berman Brothers Club Instrumental) - 5:14 - B1. "MMMBop" (Soulful Club Mix) – 5:14 - B2. "MMMBop" (Berman Brothers Radio Mix) – 5:14 - B3. "MMMBop" - 4:27 |

## Xếp hạng
| Bảng xếp hạng (1997–98)               | Vị trí cao nhất |
| ------------------------------------- | --------------- |
| Úc (ARIA)                             | 1               |
| Áo (Ö3 Austria Top 40)                | 1               |
| Bỉ (Ultratop 50 Flanders)             | 1               |
| Bỉ (Ultratop 50 Wallonia)             | 4               |
| Canada (RPM)                          | 1               |
| Đan Mạch (Tracklisten)                | 1               |
| Châu Âu (European Hot 100 Singles)    | 1               |
| Phần Lan (Suomen virallinen lista)    | 4               |
| Pháp (SNEP)                           | 4               |
| Đức (Official German Charts)          | 1               |
| Ireland (IRMA)                        | 1               |
| Hà Lan (Dutch Top 40)                 | 2               |
| Hà Lan (Single Top 100)               | 2               |
| New Zealand (Recorded Music NZ)       | 1               |
| Na Uy (VG-lista)                      | 2               |
| Scotland (OCC)                        | 1               |
| Tây Ban Nha (PROMUSICAE)              | 3               |
| Thụy Điển (Sverigetopplistan)         | 1               |
| Thụy Sĩ (Schweizer Hitparade)         | 1               |
| Anh Quốc (OCC)                        | 1               |
| Hoa Kỳ Billboard Hot 100              | 1               |
| Hoa Kỳ Adult Contemporary (Billboard) | 21              |
| Hoa Kỳ Adult Pop Airplay (Billboard)  | 5               |
| Hoa Kỳ Pop Airplay (Billboard)        | 1               |
| Hoa Kỳ Rhythmic (Billboard)           | 13              |

| Bảng xếp hạng (1997)                 | Vị trí |
| ------------------------------------ | ------ |
| Australia (ARIA)                     | 5      |
| Austria (Ö3 Austria Top 40)          | 7      |
| Belgium (Ultratop 50 Flanders)       | 11     |
| Belgium (Ultratop 40 Wallonia)       | 14     |
| Canada Top Singles (RPM)             | 4      |
| Europe (European Hot 100)            | 10     |
| France (SNEP)                        | 12     |
| Germany (Official German Charts)     | 16     |
| Netherlands (Dutch Top 40)           | 18     |
| Netherlands (Single Top 100)         | 18     |
| New Zealand (Recorded Music NZ)      | 4      |
| Norway Spring Period (VG-lista)      | 8      |
| Sweden (Sverigetopplistan)           | 6      |
| Switzerland (Schweizer Hitparade)    | 10     |
| UK Singles (Official Charts Company) | 11     |
| US Billboard Hot 100                 | 12     |
| US Adult Top 40 (Billboard)          | 22     |

| Bảng xếp hạng (1990–99) | Vị trí |
| ----------------------- | ------ |
| US Billboard Hot 100    | 69     |

## Chứng nhận
| Quốc gia                                                                           | Chứng nhận  | Số đơn vị/doanh số chứng nhận |
| ---------------------------------------------------------------------------------- | ----------- | ----------------------------- |
| Úc (ARIA)                                                                          | 2× Bạch kim | 140.000^                      |
| Áo (IFPI Áo)                                                                       | Vàng        | 25.000*                       |
| Bỉ (BEA)                                                                           | Bạch kim    | 0*                            |
| Đức (BVMI)                                                                         | Bạch kim    | 0^                            |
| New Zealand (RMNZ)                                                                 | Bạch kim    | 10,000*                       |
| Thụy Điển (GLF)                                                                    | Bạch kim    | 30.000^                       |
| Thụy Sĩ (IFPI)                                                                     | Vàng        | 25.000^                       |
| Anh Quốc (BPI)                                                                     | Bạch kim    | 758,000                       |
| Hoa Kỳ (RIAA)                                                                      | Bạch kim    | 1,500,000                     |
| * Chứng nhận dựa theo doanh số tiêu thụ. ^ Chứng nhận dựa theo doanh số nhập hàng. |             |                               |